# Squalidus
Squalidus és un gènere de peixos de la família dels ciprínids i de l'ordre dels cipriniformes.

## Taxonomia
- Squalidus argentatus (Sauvage & Dabry de Thiersant, 1874)
- Squalidus atromaculatus (Nichols & Pope, 1927)
- Squalidus banarescui (Chen & Chang, 2007)
- Squalidus chankaensis (Dybowski, 1872)
- Squalidus gracilis (Temminck i Schlegel, 1846)
- Squalidus homozonus (Günther, 1868)
- Squalidus iijimae (Oshima, 1919)
- Squalidus intermedius (Nichols, 1929)
- Squalidus japonicus (Sauvage, 1883)
- Squalidus minor (Harada, 1943)
- Squalidus multimaculatus (Hosoya & Jeon, 1984)
- Squalidus nitens (Günther, 1873)
- Squalidus wolterstorffi (Regan, 1908)[2][3][4][5]